# Comala, Tlanchinol
Comala är en ort i Mexiko.   Den ligger i kommunen Tlanchinol och delstaten Hidalgo, i den sydöstra delen av landet, 180 km norr om huvudstaden Mexico City. Comala ligger 1 383 meter över havet och antalet invånare är 234.
Terrängen runt Comala är kuperad åt sydväst, men åt nordost är den bergig. Runt Comala är det ganska glesbefolkat, med 48 invånare per kvadratkilometer. Närmaste större samhälle är Lototla, 13,8 km söder om Comala. I omgivningarna runt Comala växer i huvudsak städsegrön lövskog.